# Chamaeza
Chamaeza är ett fågelsläkte i familjen myrtrastar inom ordningen tättingar. Släktet omfattar sex arter med utbredning från Colombia och Venezuela till norra Bolivia och nordöstra Argentina:
- Kortstjärtad myrtrast (C. campanisona)
- Strimmig myrtrast (C. nobilis)
- Kryptisk myrtrast (C. meruloides)
- Brasilienmyrtrast (C. ruficauda)
- Fjällig myrtrast (C. turdina)
- Bandad myrtrast (C. mollissima)